# Beggingen
Beggingen är en ort och kommun i kantonen Schaffhausen, Schweiz. Kommunen hade 486 invånare (2023).